# Marcilly-le-Châtel
Marcilly-le-Châtel – miejscowość i gmina we Francji, w regionie Owernia-Rodan-Alpy, w departamencie Loara.
Według danych na rok 1990 gminę zamieszkiwało 856 osób, a gęstość zaludnienia wynosiła 52 osób/km² (wśród 2880 gmin regionu Rodan-Alpy Marcilly-le-Châtel plasuje się na 866. miejscu pod względem liczby ludności, natomiast pod względem powierzchni na miejscu 682.).